# Lousa (Torre de Moncorvo)
Lousa é uma povoação portuguesa sede da Freguesia de Lousa do Município de Torre de Moncorvo, freguesia com 34,97 km² de área e 287 habitantes (censo de 2021), tendo, por isso, uma densidade populacional de 8,2 hab./km².
Lousa localiza-se a 800 metros de altitude. Está situada no extremo sudoeste do município, na margem direita do Rio Douro fazendo fronteira com o Município de Carrazeda de Ansiães. O território desta freguesia é relativamente vasto, sendo constituído por zonas de encosta, montanhas e vales profundos a que se junta uma pequena parte de planalto. É atravessada por alguns cursos de água que vão desaguar ao Rio Douro. O solo tem características diferentes: na zona da Ribeira predomina o xisto, da Ribeira à povoação predomina o granito.
Esta localidade possui áreas de climas diferentes: junto à sede da freguesia neva e faz frio no Inverno, sendo o Verão de intenso calor. No meio das encostas do Rio Douro, raramente neva, é mais ameno no Inverno e mais quente no Verão.
Etimologicamente, o nome Lousa significa ardósia, lâmina ou laje de pedra, pois na povoação há muito xisto e formado por várias lâminas, razão porque às placas de xisto aí existentes se dava o nome de piçarras ou lousas, daí vem o nome de Lousa.
O povoamento do seu território remonta à pré-história devido ao aparecimento de alguns machados de pedra e outros vestígios arqueológicos. Por esta povoação passaram Celtas, Bárbaros e Árabes ou Mouros. Desse tempo foram encontradas mós manuais e cerâmica romana.
Lousa, até 1853, pertenceu ao extinto concelho de Vilarinho da Castanheira.
Teve um convento que pertenceu aos Trinitários, fundado em 1475, no século XV, por Santo Antão, do qual só restam alguns vestígios. Na igreja existem ainda algumas imagens, em tamanho natural, que pertenceram ao convento.

## Demografia
A população registada nos censos foi:
| Distribuição da População por Grupos Etários | Distribuição da População por Grupos Etários | Distribuição da População por Grupos Etários | Distribuição da População por Grupos Etários | Distribuição da População por Grupos Etários |
| -------------------------------------------- | -------------------------------------------- | -------------------------------------------- | -------------------------------------------- | -------------------------------------------- |
| Ano                                          | 0-14 Anos                                    | 15-24 Anos                                   | 25-64 Anos                                   | > 65 Anos                                    |
| 2001                                         | 57                                           | 27                                           | 202                                          | 222                                          |
| 2011                                         | 14                                           | 21                                           | 141                                          | 182                                          |
| 2021                                         | 17                                           | 11                                           | 110                                          | 149                                          |